# Самотија
„Самотија ” је југословенски и македонски ТВ филм из 1981. године. Режирао га је Бранко Гапо а сценарио су написали Јордан Добрески и Бранко Гапо.

## Улоге
| Глумац            | Улога  |
| ----------------- | ------ |
| Нада Гешовска     | Трпена |
| Тодорка Кондова   | Миљана |
| Шишман Ангеловски | Клисар |
| Софија Гогова     |        |